# Юров, Юрий Васильевич
Ю́рий Васи́льевич Ю́ров (2 июля 1926 — 7 августа 2005) — советский и российский архитектор, художник. Заслуженный архитектор РСФСР, лауреат премии Совета Министров СССР. На протяжении многих лет работал над застройкой юго-востока Москвы.

## Биография
В 1952 году окончил Московский архитектурный институт. В том же году по распределению попадает в институт «Моспроект», где проработает всю жизнь, пройдя путь от рядового архитектора до руководителя мастерской. Сперва работал в мастерской № 11 под руководством М. И. Синявского и Д. Г. Олтаржевского. Затем работал в мастерской № 13 главным архитектором проектов и руководителем бригады. В 1978 году возглавил мастерскую № 8, сменив на посту руководителя В. В. Степанова. Под руководством Юрова мастерская стала крупнейшей в институте и насчитывала более 100 человек. В составе коллектива архитекторов работал над восстановлением Ташкента после землетрясения 1966 года, проектировал город Тында на БАМе
Член Союза архитекторов СССР. В 1974—1975 годах являлся председателем секции Союза архитекторов управления «Моспроект-1», затем — заместителем председателя. Член КПСС.
Был женат на архитекторе Инне Ивановне Юровой.
Умер 7 августа 2005 года. Через год после его смерти в память об архитекторе в районе Кузьминки установлена мемориальная доска.

## Избранные проекты и постройки
- Посольство Румынии в Москве (совместно с М. И. Синявским)[3]
- Посольство Кувейта в Москве[3]
- Посольство Швеции в Москве (совместно со шведскими архитекторами)[3]
- Дворец творчества детей и молодёжи имени А. П. Гайдара[3], Москва, 1967;
- Памятник Есенину на Есенинском бульваре[3] (совместно с С. Е. Вахтанговым, скульптор В. Е. Цигаль), 1972;
- 16-этажные жилые дома-башни на Волгоградском проспекте (1970-е)[3];
- Комплекс Московского института управления им. Серго Орджоникидзе[3], Москва, 1973—2003 (премия Совета Министров СССР);
- Застройка жилых районов Выхино, Кузьминки, Тёплый Стан, Москва, 1970—1980-е[3];
- Жилая застройка на Люблинских прудах, Москва[7];
- Парк и набережная в Печатниках, Москва[7];
- Реконструкция автозавода имени Ленинского комсомола, ГПЗ-1, литейно-механического завода, Москва[7];
- Жилой посёлок для тепличного комбината «Южный» на Ставрополье[7];
- Застройка площади Крестьянской заставы, 1970—1980-е гг[7];
- Московский областной дом искусств в Кузьминках (ныне Московский губернский театр; совместно с архитекторами В. А. Воробьёвым, В. А. Синицыной, инженерами В. М. Павловым, М. С. Алексеевым, В. П. Трошиным)[6], Москва, 1993;
- Жилой район Марьинский Парк (совместно с Ю. П. Григорьевым, В. П. Коротаевым, А. В. Кузьминым, В. В. Стейскалом и др.)[6], Москва, 1994—2007;
- Жилой район Жулебино, Москва, 1995—2008;

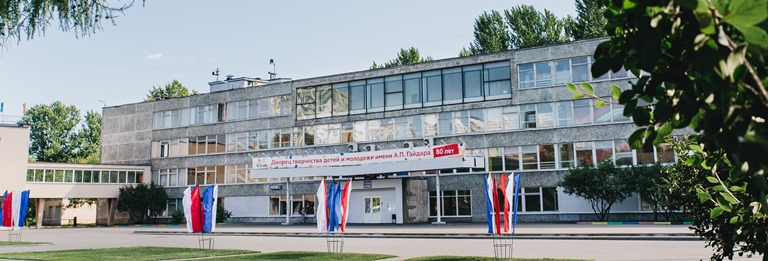
Дворец пионеров им. А. П. Гайдара в Люблине
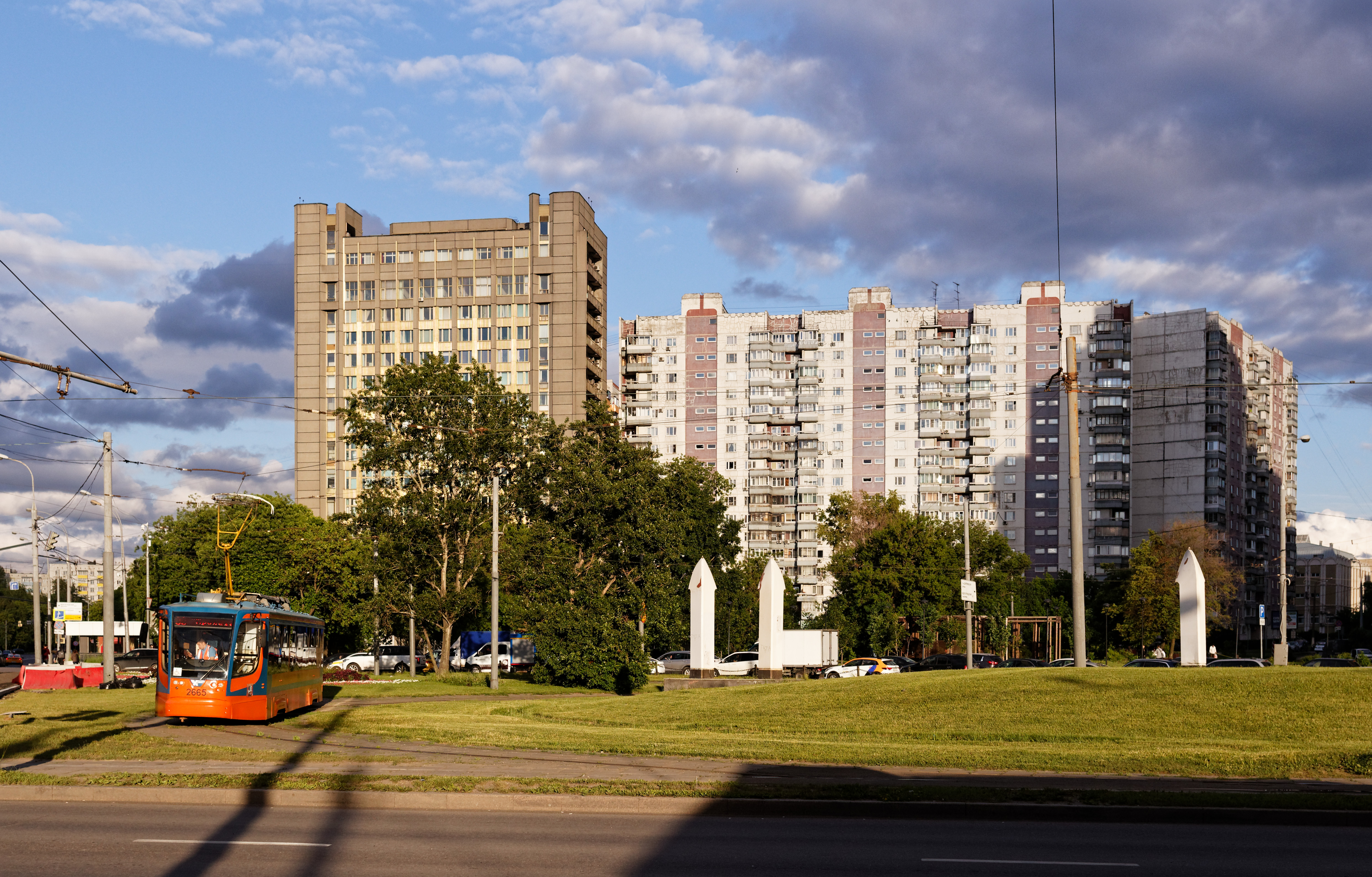
Фрагмент застройки площади Крестьянской заставы
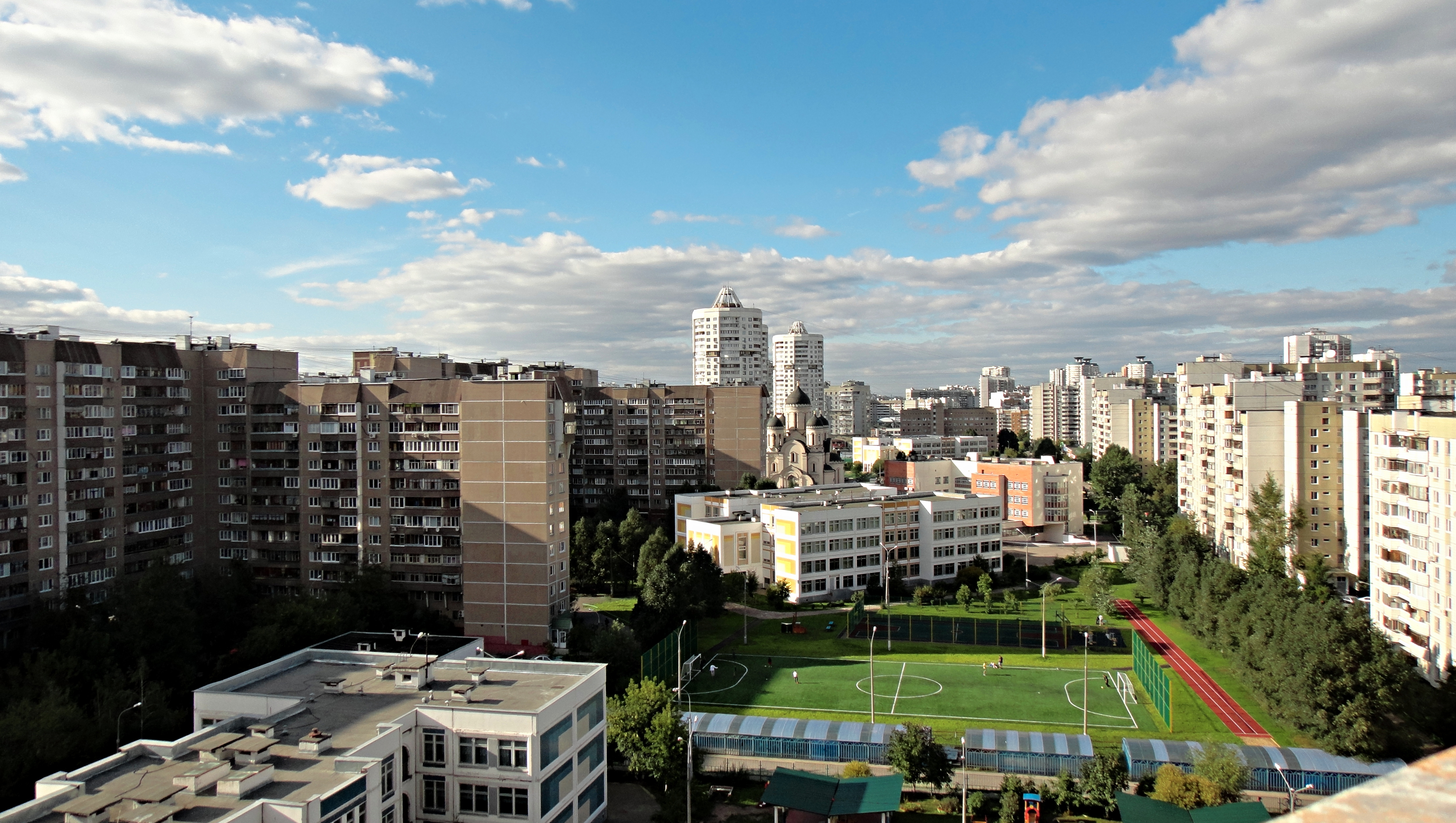
Фрагмент застройки района Марьинский Парк
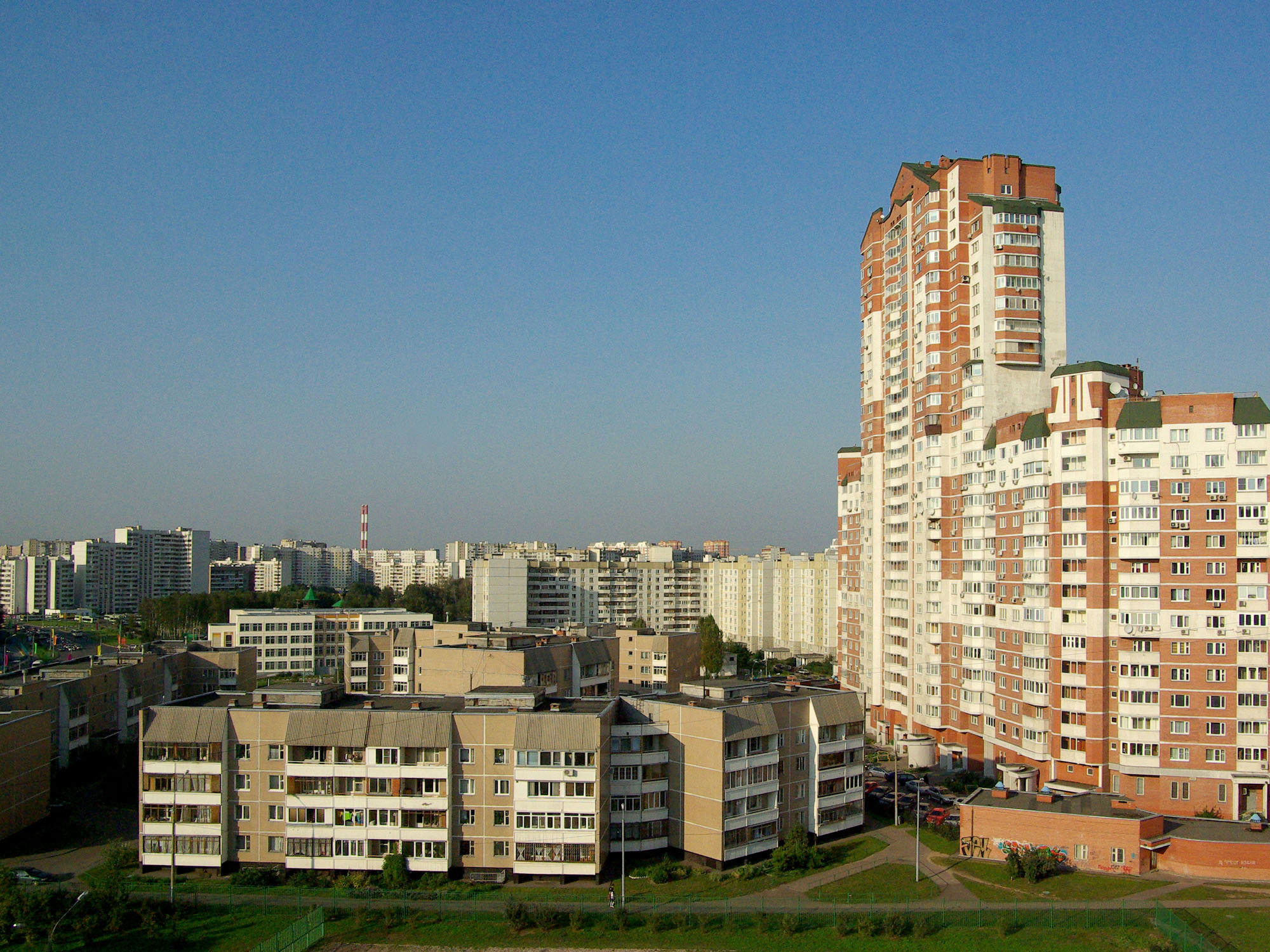
Фрагмент застройки района Жулебино